# Петар Јоксимовић
Петар Јоксимовић „Перица“ (1907 — 1965), фудбалер бившег југословенског прволигаша СК „Југославија“ из Београда.

## Биографија
Рођен 29. јун 1907. г. у Београду, Краљевина Србија. Мајка Даница Јоксимовић- Краљевачки - учитељица; отац Вучко - Свети сурдулички мученик, професор математике на Врањској и II београдској гимназији у периоду од 1893. до 1913.г.; дједа, Георгије Краљевачки - сликар и један од раних српских и европских фотографа (19 в.); брат Миодраг Јоксимовић грађевински инжењер; унук Петар М. Јоксимовић сликар, мастер инжењер. Петар осмогодишњу школу, IV београдску гимназију и Правни факултет завршава у Београду.
Запослен је у Државној управи монопола дувана, па Министарству индустрије ФНРЈ, све у Београду. Пред Други светски рат се жени Душанком Роглић, а послије проширује породицу. Током Другог светског рата, а и послије, није био члан ни једне војно - политичке формације нити политичке странке. Учествовао у крвавим демонстрацијама у Београду код "Жељезничког дома" 1. марта 1937.г. против фашизма и Димитрија Љотића. (Петрова фотографија у београдској "Правди" од 1.3.1937.г. - друга лево одозго )
 1952. године декретом Бориса Кидрича премејштен је из Министарства индустрије ФНРЈ у Београду у фабрику Целулозе и папира у Приједору. У фабрици је обављао руководне функције у одређеним службама, описмењавао раднике, водио градску библиотеку и фабрички шаховски клуб . Живио је скромно. Нико у овој малој вароши није знао да је био фудбалер београдског СК "Југославија", да је играо у првој савезној лиги и да је са клубом 1924.г. освојио првенство државе. Умро је у Приједору, СФРЈ, 22. маја 1965. године.

## Спортска каријера
Фудбал почиње да игра рано, као дјечак по београдским улицама и двориштима. Члан подмладка постаје 1923. године. Одмах је примећен као ванредно надарен. У "Политици" од 26. марта 1923. године пише:
| „ | Међу том децом има доста који обећавају доста. Као први међу равнима десна спојка Јоксимовић великом сигурношћу у пуцању на гол. Краљ корнера Марјановић (Моша), није био тако величанствен као што би по надимку морао бити...“ (В. Кустудић) | ” |

У новембру 1923.г. игра за репрезентацију Београда против репрезентације Новог Сада. Постиже два гола а другим одлучује победника. (4:3)
Дана 4. фебруара 1924. г. први пута игра за први тим СК „Југославија“ у Београду пријатељску утакмицу против „Вардара“. Има 16 година и повремено игра за први тим „Југославије“. (Најмлађи је првотимац у првенству Краљевине Југославије).
Те 1924.г. са СК „Југославија“осваја једну од две фудбалске титуле овог тима у Краљевини Југославији.
Дана 16. септембра 1927.г. у тиму репрезентације Београда освоја пехар ЈНС (Југословенски ногометни савез) за који се те године први пута играло. За репрезентацију Београда одиграо је двије утакмице. Осваја и титулу првака БЛП (Београдског лоптачког подсавеза) за резервне тимове. Одиграо је 34 утакмице за СК „Југославија“ и постигао 16 голова. Са прекидима током шест година наступа за први тим београдске Југославије. 1929. године завршава активну фудбалску каријеру.

### Интернационалне утакмице
Дана 28. априла 1924. године, већ као омладинац са шеснаест година, игра своју прву интернационалну утакмицу у првом тиму Југославије против бечког Остмарка,тада првака Аустрије. Југославија - Остмарк (2:0 и 1:3).
Дана 14. јуна 1927. године игра против бугарског Ф.К. 13. Југославија - Ф.К. 13. ( 1:0).
Дана 3. јула 1927. године против мађарског Вашаша даје други гол. Југославија - Вашаш(2:1).
Дана 27. септембра 1927. године игра против бечке Вијене те године првака Аустрије. Југославија - Вијена (0:0).
Дана 10. децембра 1927. године игра против првака Мађарске Ференцвароши. Даје почасни гол за Југославију. Југославија – ференцварош (1:3).
18. децембар 1927. године против Башће игра и даје први гол. Југославија – Башћа (4:3).
1. април 1928. године игра против бечког Симеринга. Југославија – Симеринг (2:0).
У јануару 1929. године игра две утакмице у Солуну против Ариса и Ираклиса.

## Трофеји
- Пехар Југословенског ногометног савеза 1927.[1]

### СК Југославија
- Првенство (1): 1924.